# 上海共青森林公園

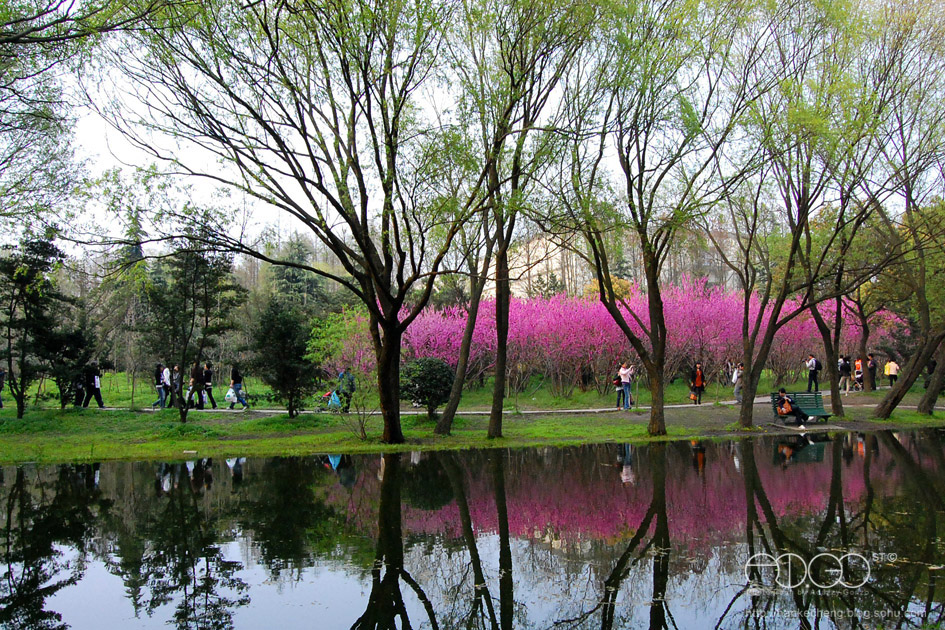
上海共青森林公園の春

上海共青森林公園（シャンハイ・きょうせい・しんりん・こうえん、中文表記：上海共青森林公园、英文表記:Shanghai Gongqing Forest Park）は、中国上海市楊浦区にある森林公園。
共青苗園として設立されたが、1986年に共青森林公園に改名された。
面積は100haを超える大公園であり、200数種類、30数万本の木を栽培している。公園は、南北の2つに分れていて、北園が共青森林公園、南園が万竹園と呼ばれている。

## 歴史
- 1956年 - 黄浦江に共青苗園が出来る。
- 1986年 - 共青森林公園に改名。

## 附近
- 上海理工大学